# 特異部分加群
環論および加群論という抽象代数学の分野において、各右（resp. 左）R 加群 M は零化イデアルが R の本質右（resp. 左）イデアルであるような元からなる特異部分加群 (singular submodule) をもつ。集合の表記ではそれは通常 {\displaystyle {\mathcal {Z}}(M)=\{m\in M\mid \mathrm {ann} (m)\subseteq _{e}R\}\,} と表記される。一般の環に対して、{\displaystyle {\mathcal {Z}}(M)} は域に対して最もしばしば定義される捩れ部分加群 t(M) の良い一般化である。R が可換域の場合には、{\displaystyle t(M)={\mathcal {Z}}(M)} である。
R が任意の環であれば、{\displaystyle {\mathcal {Z}}(R_{R})} は R を右加群と考えて定義され、この場合 {\displaystyle {\mathcal {Z}}(R_{R})} は R の右特異イデアル (right singular ideal) と呼ばれる R の両側イデアルである。同様に左側の類似物 {\displaystyle {\mathcal {Z}}(_{R}R)} が定義される。{\displaystyle {\mathcal {Z}}(R_{R})\neq {\mathcal {Z}}(_{R}R)} であることがある。
この記事は特異部分加群と特異イデアルの点から、特異加群 (singular module)、非特異加群 (nonsingular module)、そして右と左非特異環 (nonsingular ring) の定義を含むいくつかの概念を展開する。

## 定義
以下 M は R-加群である：
- {\displaystyle {\mathcal {Z}}(M)=M\,} であるとき、M を特異加群 (singular module) という。
- {\displaystyle {\mathcal {Z}}(M)=\{0\}\,} であるとき、M を非特異加群 (nonsingular module) という。
- {\displaystyle {\mathcal {Z}}(R_{R})=\{0\}\,} であるとき、R を右非特異 (right nonsingular) という。左特異イデアルを用いて左非特異 (left nonsingular) 環が同様に定義される。環が右非特異であるが左非特異でないことがある。

単位元をもつ環では常に {\displaystyle {\mathcal {Z}}(R_{R})\subsetneq R\,} となるので「右特異環」は通常特異加群と同じ方法では定義されない。「特異環」を「0 でない特異イデアルをもつ」の意味で使う著者もいるが、この使用法は加群に対する形容詞の使用法と矛盾する。

## 性質
特異部分加群の一般的な性質には以下のようなものがある。
- {\displaystyle {\mathcal {Z}}(M)\cdot \mathrm {soc} (M)=\{0\}\,} ただし {\displaystyle \mathrm {soc} (M)\,} は M の socle を表す。
- f が M から N への R-加群準同型であれば、{\displaystyle f({\mathcal {Z}}(M))\subseteq {\mathcal {Z}}(N)\,} である。
- N が M の部分加群であれば、{\displaystyle {\mathcal {Z}}(N)=N\cap {\mathcal {Z}}(M)\,} である。
- 性質「特異」および「非特異」は森田不変な性質である。
- 環の特異イデアルはその環の中心冪零元を含む。したがって可換環の特異イデアルはその環の冪零根基を含む。
- 捩れ部分加群の一般的な性質（の1つ）は {\displaystyle t(M/t(M))=\{0\}\,} であるが、これは特異部分加群に対して成り立つとは限らない。しかしながら、R が右非特異環であれば、{\displaystyle {\mathcal {Z}}(M/{\mathcal {Z}}(M))=\{0\}\,} である。
- N が M の本質部分加群（どちらも右加群）であれば、M/N は特異である。M が自由加群であるかまたは R が右非特異であれば、逆が正しい。
- 半単純加群が非特異であることと射影加群であることは同値である。
- R が右自己移入環 (self-injective ring) であれば、{\displaystyle {\mathcal {Z}}(R_{R})=J(R)\,} である、ただし J(R) は R のジャコブソン根基。

## 例
右非特異環は被約環や右Rickart環を含む非常に広いクラスである。これは以下を含む。右（半）遺伝環、フォン・ノイマン正則環、域、半単純環、そしてBaer環。
可換環に対して、非特異であることは被約環であることと同値である。

## 重要な定理
ジョンソンの定理 (Johnson's Theorem)（R. E. Johnson (Lam 1999, p. 376) による）はいくつかの重要な同値を含む。任意の環 R に対して、以下は同値である：
1. R は右非特異である。
2. 移入包絡 E(RR) は非特異右 R-加群である。
3. 自己準同型環 {\displaystyle S=\mathrm {End} (E(R_{R}))\,} は半原始環である（つまり、{\displaystyle J(S)=\{0\}\,}）。
4. 極大右商環（英語版） {\displaystyle Q_{max}^{r}(R)} はフォン・ノイマン正則である。

右非特異性は右自己移入環とも強い相互作用をもつ。
定理： R が右自己移入環であれば、R に関する次の条件は同値である： 右非特異、フォン・ノイマン正則、右半遺伝、右 Rickart、Baer、半原始 (Lam 1999, p. 262)。
論文 (Zelmanowitz 1983) は非特異加群を極大右商環がある種の構造をもつような環のクラスを特徴づけるために用いた。
定理： R が環であれば、{\displaystyle Q_{max}^{r}(R)} が右 full linear ring（全線型環）であることと R が非特異忠実ユニフォーム加群をもつことは同値である。さらに、{\displaystyle Q_{max}^{r}(R)} が全線型環の有限直積であることと R が有限ユニフォーム次元の非特異忠実加群をもつことは同値である。

## 教科書
- Goodearl, K. R. (1976), Ring theory: Nonsingular rings and modules, Pure and Applied Mathematics, No. 33, New York: Marcel Dekker Inc., pp. viii+206, MR0429962
- Lam, Tsit-Yuen (1999), Lectures on modules and rings, Graduate Texts in Mathematics No. 189, Berlin, New York: Springer-Verlag, ISBN 978-0-387-98428-5, MR1653294

## 一次情報源
- Zelmanowitz, J. M. (1983), “The structure of rings with faithful nonsingular modules”, Trans. Amer. Math. Soc. 278 (1):  347–359, doi:10.2307/1999320, ISSN 0002-9947, MR697079 84d:16030)